# Pierrick Hiard
Pour les articles homonymes, voir Hiard.
Pierrick Hiard, né le 27 avril 1955 à Rennes (Ille-et-Vilaine), est un footballeur international français. Il évolue au poste de gardien de but.

## Biographie

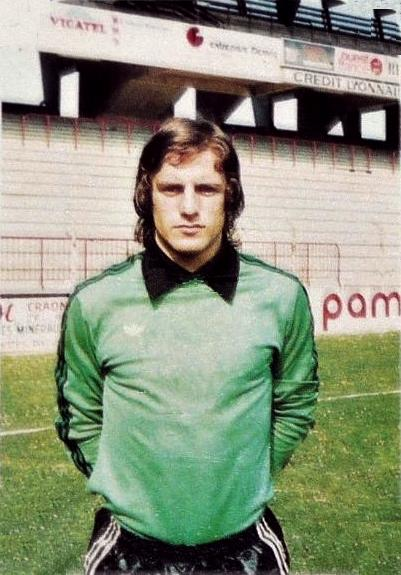
Pierrick Hiard finaliste de la Coupe UEFA en 1978 avec le SC Bastia.

Formé à Rennes où il débute en 1973, Hiard est transféré en 1977 à Bastia pour sauver financièrement le Stade rennais. Il supplante rapidement le titulaire Marc Weller. Il participe à la glorieuse campagne européenne des Bastiais qui atteignent cette année-là la finale de la Coupe UEFA, face au PSV Eindhoven (0-0, 0-3). Devenu titulaire indiscutable à Bastia, Hiard remporte la Coupe de France en 1981 en battant l'AS Saint-Étienne de Michel Platini par 2 buts à 1, et en atteint les demi-finales l'année suivante.
Porté par les bons résultats de son club, Hiard est appelé à l'automne 1981 en équipe de France par le sélectionneur national Michel Hidalgo pour un match éliminatoire de Coupe du monde en Belgique. Les Bleus cherchent à cette période un successeur à Dominique Dropsy, en baisse de forme. Hiard réalise un match moyen et la France s'incline sans gloire 2-0. Cette sélection sera la seule de sa carrière, même s'il sera sélectionné dans le groupe de joueurs effectuant le déplacement suivant pour le match éliminatoire contre la république d'Irlande à Dublin. Pourtant, il s'en faudra de peu que sa carrière ne prenne une tournure autrement glorieuse. Candidat sérieux à la place de troisième gardien de but pour la Coupe du monde 1982, Hiard se voit en effet préférer Jean-Luc Ettori au tout dernier moment. On connaît la suite et la titularisation surprise d'Ettori pour la fabuleuse aventure qui conduira les Bleus à la légendaire demi-finale de Séville, perdue aux tirs au but face à la RFA.
Les montées en puissance de Jean-Pierre Tempet puis Joël Bats à l'approche de l'Euro 84 scellent le destin d'Hiard en équipe de France. En club, c'est l'émergence d'un phénomène nommé Pascal Olmeta qui conduit Hiard à quitter la Corse en 1983 et retourner à Rennes, qui vient de remonter en Division 1. Hiard y restera jusqu'à la fin de sa carrière en 1992, connaissant la relégation en Division 2 en 1987, la remontée en 1990. Pierrick Hiard arrête sa carrière professionnelle en 1991.
Après sa retraite sportive, Hiard occupe les fonctions d'entraîneur de l'équipe réserve de Rennes, puis il entraîne les gardiens de l'équipe professionnelle de 1992 à 2003. Puis il a été responsable de la cellule recrutement du Stade rennais avant de repérer des Espoirs au tournoi dit de Toulon.

## Palmarès

### En club
- Vainqueur de la Coupe de France en 1981 avec le SC Bastia
- Finaliste de la Coupe de l'UEFA en 1978 avec le SC Bastia
- Vainqueur de la Coupe Gambardella en 1973 avec le Stade rennais

### En équipe de France
- 1 sélection en 1981[1]